# Poppenspe(e)lmuseum
Het Poppenspe(e)lmuseum in het Gelderse dorp Vorchten is een museum met een omvangrijke collectie voorwerpen, documentatiemateriaal en boeken over de geschiedenis van het poppenspel en poppentheater in Europa.
De stichting Het Poppenspe(e)lmuseum werd in 1984 opgericht door poppenspeler Otto van der Mieden (lid van de familie Van der Mieden) en is sinds 2001 een geregistreerd museum.

## Collectie
Het museum beschikt over een (internationale) collectie van wayangfiguren, hand-, stang-, stok- en trekpoppen, marionetten, schimmen, papieren theatertjes, foto's, boeken, posters, prenten, documentatie, bijzondere uitgaven, parafernalia en snuisterijen uit de wereld van het poppen-, figuren- en objecttheater. 
Na het overlijden van Otto van der Mieden op 1 februari 2024 werd het museum gesloten bij gebrek aan opvolging. De collectie werd geveild.